# 김성일 (배우)
김성일(1961년 5월 12일 ~ )은 대한민국의 배우, 기업인, 대학 교수이다.

## 생애
1981년 MBC 13기 탤런트로 데뷔하였다. 1989년 2TV 수목 미니시리즈 《무풍지대》 이후 KBS에서 활동하였다. 1993년  《자매들》로 친정 MBC 복귀를 했고 1995년 KBS 2TV 일일드라마  《좋은 남자 좋은 여자》를 끝으로 미국으로 가면서 연기활동을 접었다.
1991년에 출연하였던 KBS2 《울밑에 선 봉선화》의 조연출이었던 고흥식 감독과의 인연으로, 25년 만에 2020년 SBS 아침연속극 《엄마가 바람났다》에 출연하면서 연기 활동을 재개하였다.

## 학력
- 신용산중학교 졸업
- 충암고등학교 졸업
- 단국대학교 졸업

## 경력
- 2000.02-2008.05년 전자기기업체 엠엠기어㈜ 설립, 대표이사 역임.
- 2011.12~ ㈜케이앤랩 대표이사(현재)
- 2014.01~ 케이앤랩세일즈 주식회사 대표이사(현재)
- 2014.05 단국대학교 창업선도대학 1위 기업선정(창업진흥원)
- 2014.08 대한민국 창업리그 전국예선 1위
- 2014.10 대한민국 창업리그 전국본선 진출
- 2014.11 대한민국 창업리그 전국결선 진출
- 2014년 창업진흥원 창업지원단(단국대학교) 홍보대사
- 2019년까지 개인 발명 및 디자인 건수 청구항 기준으로 1,000여개 이상

## 수상
- 2002년 대한민국 굿디자인 우수상 수상
- 2003년 미국 Comdex에서 신기술 신제품 분야 Best5 선정
- 2016년 대한민국 굿디자인 Gold Award 수상

## 출연작

### 드라마
- 《3840 유격대》 (1983년, MBC)
- 《모범작문》 (1984년, MBC)
- 《아무렴 그렇지 그렇고 말고》 (1986년, MBC)
- 《훠어이 훠어이》 (1988년, KBS2)
- 《무풍지대》 (1989년, KBS2)
- 《왕룽일가》 (1989년, KBS2)
- 《1990년 12월 24일 눈 쏟아짐》(1990년, KBS1)
- 《하늬바람》 (1991년, KBS2)
- 《물 밑에서 봉선화》 (1991년, KBS2)
- 《지워진 여자》 (1991년, KBS2)
- 《고래의 꿈》 (1991년, SBS)
- 《사랑을 위하여》 (1992년, KBS2)
- 《분노의 왕국》 (1992년, MBC)
- 《삼국기》 (1992년, KBS2)
- 《다시 열리는 세월》 (1992년, SBS)
- 《해빙기의 아침》 (1992년, SBS)
- 《자매들》 (1993년, MBC)
- 《합이 셋이오》 (1994년, KBS2)
- 《좋은 남자 좋은 여자》 (1995년, KBS2)
- 《엄마가 바람났다》 (2020년, SBS) ... 오만식 역

### 영화
- 1983년 《심장이 뛰네》
- 1985년 《춤추는 청춘대학》
- 1991년 《별이 빛나는 밤에》
- 1991년 《잃어버린 너》

### CF
- 1985년 삼진제약 게보린 (FEAT. 양미경)
- 1989년 한일합섬 윈디클럽 - 대자연편